# RIPE NCC
Réseaux IP Européens Network Coordination Centre (RIPE NCC) je mezinárodní nezávislá nezisková členská organizace, která podporuje infrastrukturu internetu prostřednictvím technické koordinace v ní obhospodařovaných regionech. Nejdůležitější činností RIPE NCC je fungovat jako Regionální internetový registr (Regional Internet Registry, zkratka RIR, podřízen IANA) poskytující globální internetové zdroje a s nimi spojené služby (number resources: IPv4, IPv6 a ASN) pro členy v regionu RIPE NCC. Členové jsou zejména poskytovatelé připojení k internetu (Internet service providers), telekomunikační společnosti a velké firmy z Evropy, Blízkého východu a centrální Asie.
RIPE NCC také poskytuje služby pomáhající internetovému společenství, zahrnující:
- Vývoj a správa databáze RIPE
- Administrativní podpora RIPE společenství

Další aktivity zahrnují:
- Styk s vládami a organizacemi a podniky navazující na internet,
- Správu jednoho z 13 hlavních jmenných serverů (K-root),
- Rozmístění databází směrování
- Koordinace podpory pro ENUM pověření
- Nezávislá měření sítě poskytující veřejný a směrodatný přístup ke statistikám a operacím na internetu.